# Piotr Bieńkowski
Piotr Ignacy Bieńkowski (ur. 20 kwietnia 1865 w Romanówce koło Brodów, zm. 10 sierpnia 1925 w Chylinie) – polski archeolog, twórca „polskiej szkoły archeologicznej”; ojciec Agnieszki Dobrowolskiej (1905–1979), żony profesora Tadeusza Dobrowolskiego, prokuratora Andrzeja (1909–1940) oraz adwokata Krzysztofa (1902–1973).

## Biografia
Pochodził z rodziny szlacheckiej, był synem Adama Bieńkowskiego i Blanki z Zalewskich. W 1882 ukończył Gimnazjum im. Franciszka Józefa we Lwowie i podjął studia na Wydziale Filozoficznym Uniwersytetu Lwowskiego. Po ich ukończeniu w 1886 kontynuował edukację z zakresu historii starożytnej w Berlinie i z zakresu archeologii w Wiedniu, Rzymie, Atenach (1887-1892). Wśród jego wykładowców byli m.in. Ludwik Ćwikliński (we Lwowie) i Theodor Mommsen (w Berlinie). Doktorat obronił na Uniwersytecie Lwowskim w 1888. Po habilitacji w 1893 związany z Uniwersytetem Jagiellońskim w Krakowie. Tam w 1897 objął nowo utworzoną Katedrę Archeologii Klasycznej; był pierwszym polskim uczonym, specjalizującym się w archeologii śródziemnomorskiej.
Pracował na Uniwersytecie Jagiellońskim do końca życia; w 1897 został profesorem nadzwyczajnym i kierownikiem utworzonej przez siebie Katedry Archeologii Klasycznej. Od 1905 profesor zwyczajny. Od 1905 kierował Seminarium Archeologii Klasycznej, w roku akademickim 1908/1909 pełnił funkcję dziekana Wydziału Filozoficznego. W latach 1909–1921 był dyrektorem Gabinetu Połączonych Zbiorów Sztuki i Archeologii. Nie przyjął proponowanej mu w 1922 Katedry Archeologii Klasycznej na Uniwersytecie Warszawskim.
Pochowany został na cmentarzu Rakowickim w Krakowie, w grobowcu rodzinnym, w pasie 15.

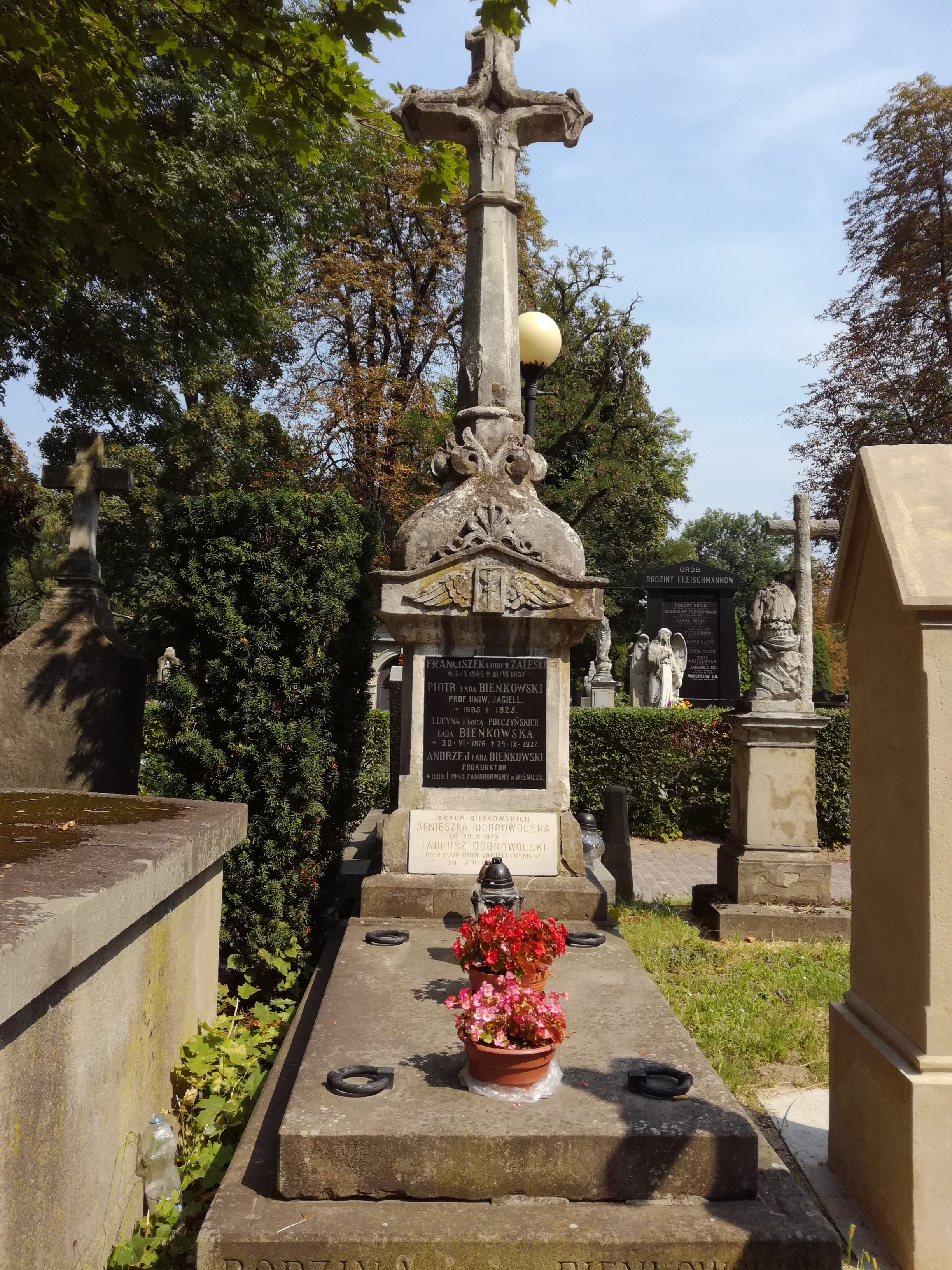
Grób prof. Piotra Bieńkowskiego i prof. Tadeusza Dobrowolskiego na cmentarzu Rakowickim

Specjalizował się w antycznej rzeźbie greckiej i rzymskiej. Zainicjował w Polsce badania źródłowe z zakresu historii starożytnej, był pionierem badań genezy popiersia w rzeźbie antycznej. Ustalił chronologię i typologię popiersi portretowych w rzeźbie rzymskiej, analizował również udział tzw. barbarzyńców w sztuce greckiej i rzymskiej. Rozpoczął opracowanie naukowe zabytków antycznych znajdujących się w zbiorach polskich. W latach 1910/1911 z ramienia krakowskiej Akademii Umiejętności brał udział w austriackich wykopaliskach w El-Kubanije w Dolnej Nubii. Część znalezisk z owych wykopalisk przekazano później do zbiorów Akademii Umiejętności. W latach 1893–1897 odbył serię podróży badawczych do krajów śródziemnomorskich Europy oraz Afryki i Azji Mniejszej. Bez powodzenia dążył do założenia Instytutu Archeologicznego Polskiego w Atenach. Jako znawca rzeźby greckiej zyskał uznanie międzynarodowe.
Jego uczniami był szereg znakomitości ówczesnej nauki, którzy rozwijali archeologię na innych polskich uczelniach: Edmund Bulanda na Uniwersytecie Jana Kazimierza we Lwowie, Rajmund Gostkowski na Uniwersytecie Stefana Batorego w Wilnie, Mieczysława Ruxerówna na Uniwersytecie Poznańskim czy Kazimierz Bulas na Uniwersytecie Mikołaja Kopernika w Toruniu. Wśród jego uczniów był także m.in. Włodzimierz Antoniewicz, który pod kierunkiem Bieńkowskiego obronił doktorat (1918).
Ogłosił ponad 80 prac naukowych. Niektóre z nich to:
- Krzysztofa Warszewickiego dzieła niewydane (1887)
- De fontibus et auctoritate scriptorum historiae Sertorianae (1890)
- Z dziejów cywilizacji starożytnej (1893)
- Historya kształtów biustu starożytnego[4] (1895)
- Impresjonizm w sztuce rzymskiej i starochrześcijańskiej (1896)
- O Sarmatach i Roxolanach w sztuce rzymskiej (1902)
- O reliewach w Giardino Boboli we Florencji (1903)
- O lecytach greckich w krakowskich zbiorach (1917)
- O rzeźbach grecko-rzymskich na zamku XX. Czartoryskich w Gołuchowie (1920)
- O skarbie srebrnym z Choniakowa na Wołyniu[5] (1929)

W 1909 został członkiem korespondentem AU, w 1917 członkiem czynnym tej akademii. Od 1918 był członkiem Komisji Orientalistycznej AU. Należał także do wielu innych towarzystw i akademii naukowych, m.in. Austriackiego Instytutu Archeologicznego (1899), Towarzystwa Numizmatycznego w Krakowie (wiceprezes od 1909), Towarzystwa Naukowego we Lwowie (1921), Centralnej Komisji dla Konserwowania Zabytków Sztuki i Pomników Historycznych w Wiedniu (członek korespondent), Society for the Promotion of Hellenic Studies w Londynie, Towarzystwa Filologiczno-Archeologicznego „Eranos” w Wiedniu, Verein der Altertumsfreunde im Rheinlande w Bonn.

## Literatura dodatkowa
- Stanisław Jan Gąsiorowski: Bieńkowski Piotr. W: Polski Słownik Biograficzny. T. 2: Beyzym Jan – Brownsford Marja. Kraków: Polska Akademia Umiejętności – Skład Główny w Księgarniach Gebethnera i Wolffa, 1936, s. 73–74. Reprint: Zakład Narodowy im. Ossolińskich, Kraków 1989, ISBN 83-04-03291-0.